# Flavio Claudio Antonio
Flavio Claudio Antonio (latín: Flavius Claudius Antonius; circa 377-382) fue un político del Imperio romano.
Posiblemente de origen hispano Claudio Antonio fue un burócrata de confesión cristiana. Fue prefecto del pretorio primero en Galia (376-377), después por Italia (377-378). Su carrera culmina en 382, cuando obtiene el consulado.
Antonio era amigo de Quinto Aurelio Simmaco, con el cual hay intercambio epistolar (es el destinatario de las cartas 89-93 de Simmaco)
Tenía un hermano o un sobrino de nombre Mario que emparentó con el Emperador Teodosio I. Probablemente también tenía una hermana de nombre María, esposa del hermano de Teodosio, Honorio, que introdujo el nombre de María en la onomástica de la dinastía teodosiana.